# حلوى المافن

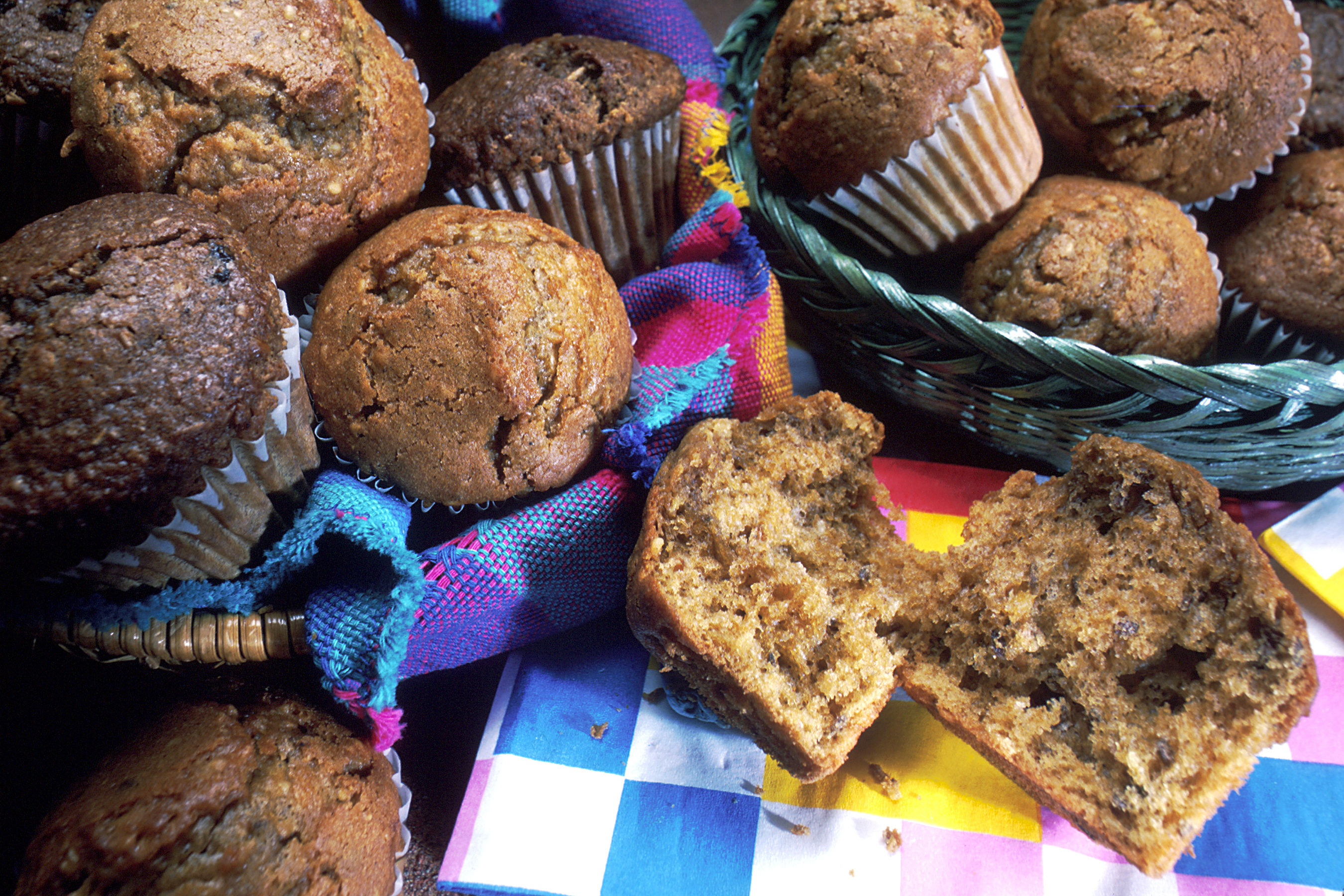
كعكة مافِن مخبوزة سريعًا

كعكة المافِن أو المُوفينة أو الموفان (بالإنجليزية: Muffin)‏هو منتج مخبوز بحجم فردي. من الممكن أن يشير إلى أثنين من العناصر المميزة، خبز مسطح بارز جزئياً وكعكه سريعة تشبه الكاب كيك.
الخبز المسطح هو اشتقاق بريطاني أو أوروبي، ويعود تاريخه إلى أوائل القرن الثامن عشر على الأقل، في حين نشأ الخبز السريع في أمريكا الشمالية خلال القرن التاسع عشر. وكلاهما شائعان في جميع أنحاء العالم اليوم.

## لمحة تاريخية
تشير بعض المصادر إلى ارتباط كعك المافن بنوع يوناني الأصل من المخبوزات كان يسمى مافولا وهي الكلمة اليونانية التي تشير إلى الكعكة المخبوزة على موقد أو صينية، كما ترجح مصادر أخرى ارتباطها بالخبز الفرنسي الطري الذي كان يعرف باسم موبان وقد حرفت الكلمة فيما بعد لتصبح مافن. ذكرت المافن لأول مرة في نص مطبوع عام 1703، كما استخدمت كلمة مافن في قصيدة تعود إلى عام 1754 لتشير إلى بائع الكعك المتجول.
تغير حجم كعك المافن وما تحتويه من السعرات الحرارية على مدار تاريخها، فقد كانت الكعكة صغيرة الحجم فيما مضى وتحتوي على ما بين 120 إلى 160 سعرة حرارية فقط. لكن كعك المافن العملاق اليوم يحتوي على ما بين 340 إلى 630 سعرة حرارية لكل واحدة منها.

## كعكة المافين
نشأت كعكة المافين في الولايات المتحدة في منتصف القرن التاسع عشر.
لم يكن استخدام المصطلح الكب كيك للوصف بشكل أساسي شائعاً في بريطانيا حتى العقود الأخيرة من القرن العشرين على خلفية انتشار المقاهي مثل ستارباكس. وهي تشبه الكب كيك في الحجم وطريقة الخبز، والفرق الرئيسي هو أن الكب كيك تميل إلى أن تكون مخبوزات لذيذة المذاق باستخدام كعكة العجين والتي غالباً ما تعلوها طبقه من السكر الأبيض المحلى.
تتوفر المافين في كلا النوعين المحلاة، مثل فطائر دقيق الذرة، والجبن، وأصناف لذيذة مثل التوت، ورقائق الشوكولاتة، ونكهات الليمون أو الموز.
عادةً ما تؤكل كغذاء للإفطار، وغالباً تكون مصحوبة بكوب من القهوة أو الشاي. تباع "المافين الطازجة بالمخابز، ومحلات بيع الدونات، وبعض مطاعم الوجبات السريعة، والمقاهي.
يتم بيع المافين المخبوز بالمصنع في محلات البقالة، والمتاجر، كما يتم تقديمها في بعض المقاهي، والكافتيريات.
وصفات فطائر الخبز السريع المافين شائعة في كتب الطبخ الأمريكية في القرن التاسع عشر. يمكن العثور على وصفات فطائر المافين المخبوزة بالخميرة والتي كانت تسمى أحياناً بفطائر القمح في كتب الطبخ الأمريكية في القرن التاسع عشر في كثير من كتب الطبخ القديمة. في كتاب طبخ لمدرسة بوسطن للطهي، أعطت «فانى فارمر» وصفات لكلا النوعين من المافين سواء التي استخدمت الخميرة لرفع العجين، أو التي استخدمت طريقة الخبز السريع، باستخدام حلقات لتشكيل المافين

## المكونات
يصنع كعك المافن من الدقيق مع بيكربونات الصودا كعامل رفع، ويضاف إليهما الزبدة أو السمن مع البيض وقد تستخدم بعض الفواكه أو المنكهات الأخرى مثل التوت الأزرق أو الشوكولاتة أو الموز أو الجبن. وقد تغطى في النهاية بطبقة من المكسرات أو سكر القرفة أو الشوكولاتة. تستخدم مافن النخالة كمية أقل من الدقيق، وتضيف النخالة إلى العجين مع استخدام دبس السكر والسكر البني للتحلية، كما يضاف إليها الحليب الذي يساهم في إكساب كعك المافن اللون البني المميز له.
قد يحتوي كعك المافن الذي يباع تجاريًا على نشويات معدلة، أو على شراب الذرة أو شراب الذرة عالي الفركتوز، أو صمغ الزانثان، أو صمغ الغوار لزيادة محتوى الرطوبة في الكعك وإطالة فترة صلاحية كما يمكن إضافة رقائق الشوكولاتة إلى بعض الأنواع.

## الوصفة
يتم تحضير المافين عن طريق الدقيق الذي يتم تصفيته بالمصفاة مع بيكربونات الصودا. وإلى هذا الخليط يتم إضافة الزبدة، والبيض، وأي مكسبات طعم من (الفواكه، مثل التوت، والشوكولاتة أو الموز. أو المقبلات مثل الجبن).
يتم وضع الخليط في وعاء الفطائر، أو في قوالب ورقيه فرديه، ويتم خبزها في الفرن. بذلك يتم خبز الخبز السريع بشكل فردى.

## الأنواع

### كعك مافن بذور الخشخاش

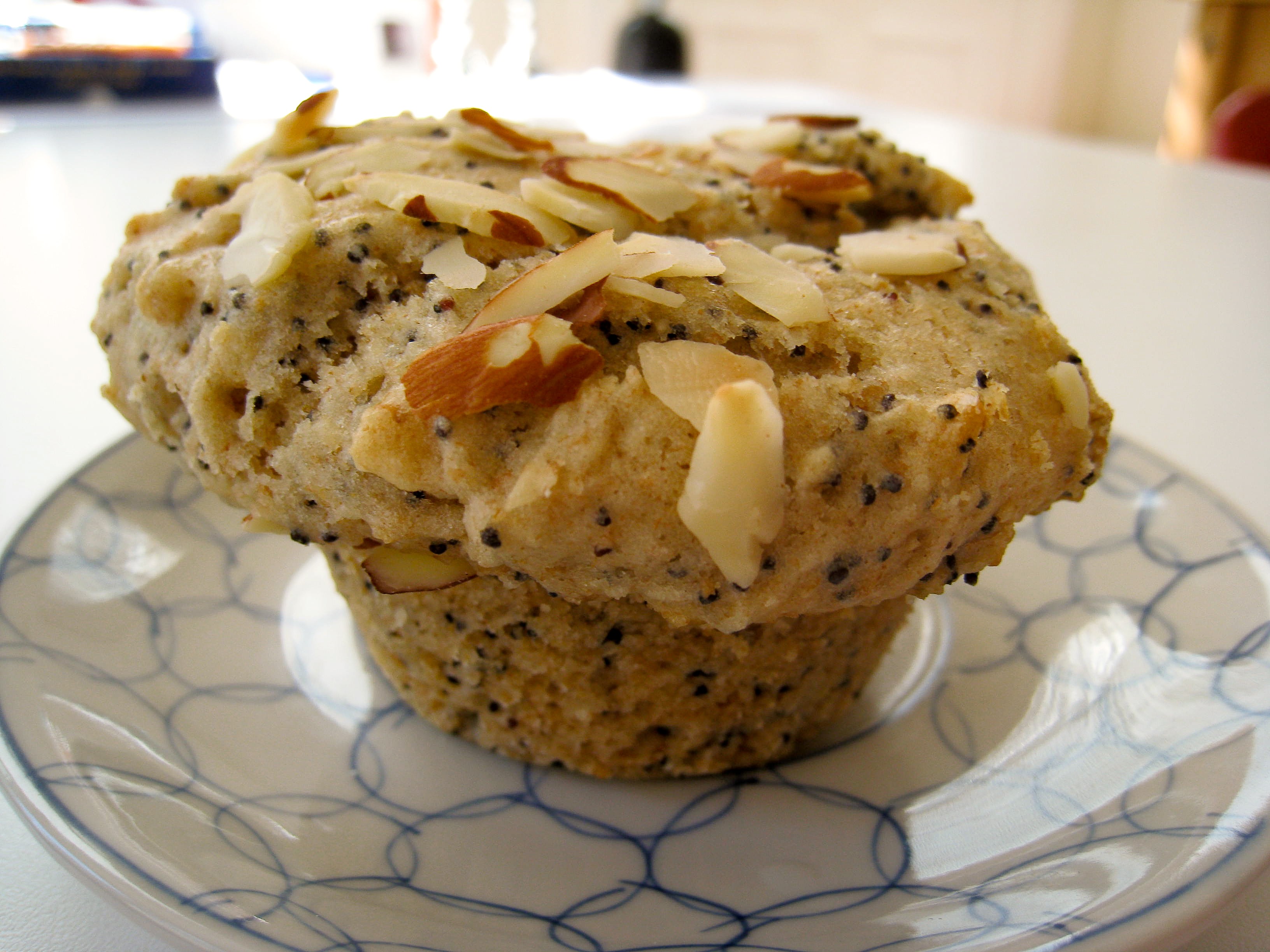
كعكة مافن نباتية من بذور الخشخاش بالليمون

يصنع هذا النوع من كعك المافن من بذور نبات الخشخاش وهو نوع لم يعد شائعًا في العصر الحديث بسبب حظر الكثير من بلدان العالم لزراعة نبات الخشخاش نظرًا للخواص المخدرة لنبات خشخاش الأفيون، ولخطورة استخدامه في صنع بعض أنواع المخدرات مثل الهيروين، والمورفين. لا تزال بعض الدول تسمح بزراعة الخشخاش لاستخدام البذور فقط حيث تحتوي على مستويات منخفضة جدًا (ولكن لا تزال موجودة) من قلويدات الأفيون، على الرغم من ذلك فقد يكفي تناول الشخص لعدد قليل من كعك المافن المصنوع من بذور الخشخاش لإعطاء نتائج إيجابية خاطئة في اختبارات تعاطي المخدرات لشخص لا يتعاطى الأفيون.

### خبز المافن المسطح

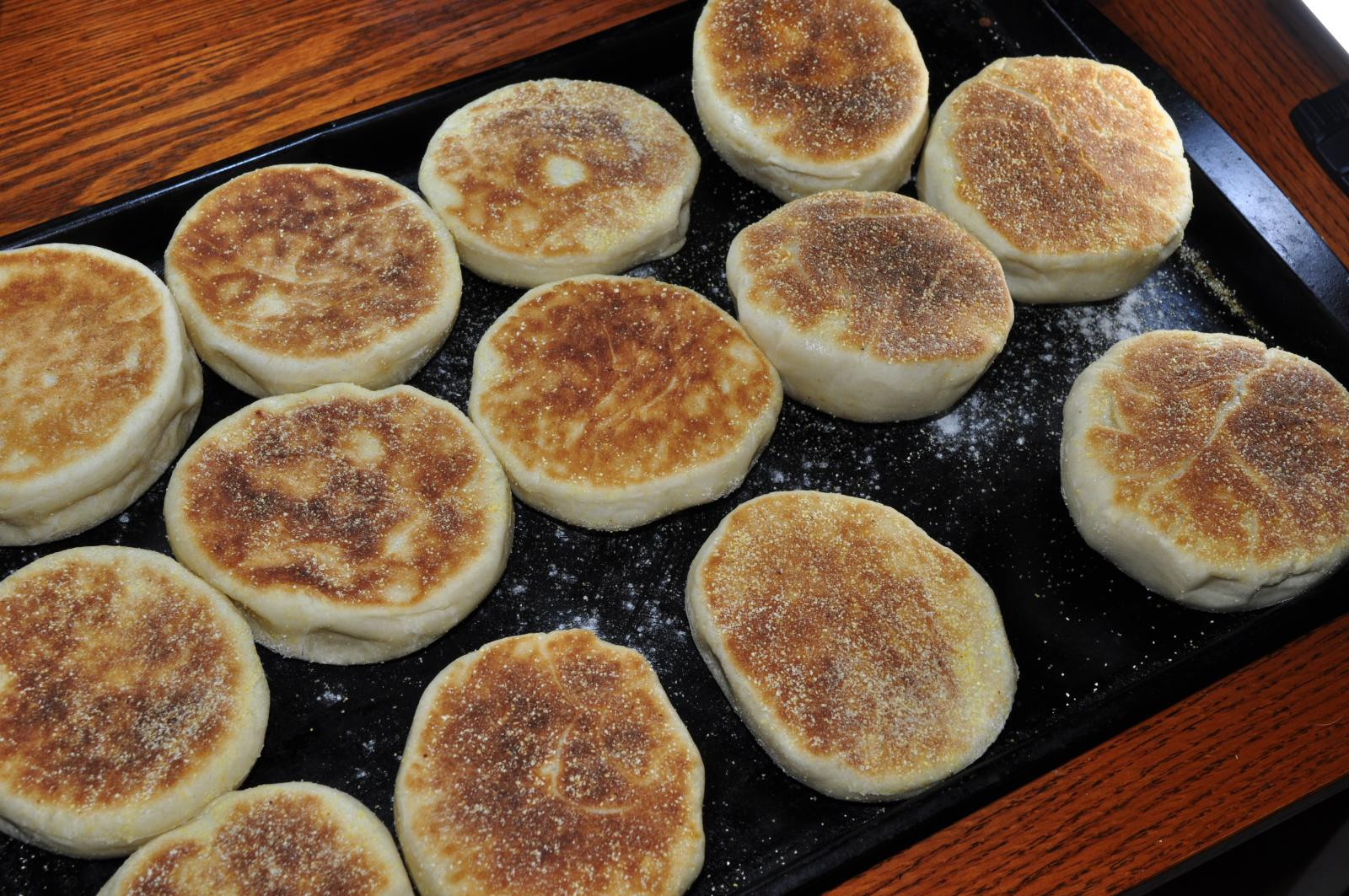
خبز مافن مسطح

ينتشر خبز المافن المسطح في دول الكومنولث والولايات المتحدة الأمريكية. حيث يحمص على الموقد أو في الفرن، ويقدم كوجبة إفطار مع الزبدة أو السمن النباتي، وعادة ما يغطى بطبقة حلوة من المربى أو العسل، أو طبقة من النقانق المستديرة أو البيض المطبوخ أو الجبن أو اللحم المقدد.

## المعلومات الغذائية
تحتوي الواحدة من كعك المافن على العناصر الغذائية التالية:
السعرات الحراية: 340 - 630 سعرة حرارية.
الدهون: 11 - 27 غرام.